# Maria Magdalena pokutująca
Maria Magdalena – obraz namalowany przez włoskiego artystę barokowego, Caravaggia.
Obraz powstał dla nieznanego mecenasa, przypuszczalnie kogoś z kręgu kardynała Francesca del Monte. W kolekcji kardynała del Monte znajdowała się kopia Marii Magdaleny autorstwa Tycjana. Wówczas było to najbardziej znane ujęcie tego tematu.

## Przedstawienie
Tycjanowskie przedstawienie świętej (nagie piersi i ramiona wyłaniające się spod bujnej kaskady złoto-rudych włosów, przepełnione łzami, zwrócone ku niebu oczy) było zbyt zmysłowe i świeckie dla duchowieństwa i teoretyków sztuki w czasach Caravaggia. Sprzeciwiając się nagości, niechętni też byli ukazywaniu Magdaleny w bogatym stroju kurtyzany.
Liryczna, ciepła wizja Caravaggia spełniała postulaty skromności wymaganej przez duchowieństwo. Jego Magdalena ma na sobie, co prawda, wyszukaną suknię współczesnej kurtyzany, ale odrzuciła kosztowne klejnoty, które leżą obok niej, a rude włosy odrzuciła na plecy. Jej poza wyraża melancholię, przygnębienie, a postać jest bezsilna, przytłoczona poczuciem winy i żalu, po policzku spływa łza. Wzór na adamaszkowej sukni ukazuje kształt alabastrowego naczynia na święte oleje.
Artysta umieszcza scenę religijną w realnym, codziennym kontekście. Obraz jest tak realistyczny, że istniało przekonanie, iż w założeniu była to scena rodzajowa i dopiero później nadano jej tytuł Maria Magdalena. Caravaggio nie ukazuje urodziwej, archetypowej pokutnicy na pustyni, lecz zamyśloną dziewczynę w momencie, gdy zrozumiała, że rozkosze ziemskie są zgubną pokusą.

## Modelka
Osobą pozującą do obrazu była dziewczyna o imieniu Giulia, która występuje również i na innych obrazach m.in. Odpoczynku w czasie ucieczki do Egiptu. Sugerowano, że mogła nią być Anna Bianchini, przyjaciółka Fillide Melandroni lub któraś inna dziewczyna ze środowiska pięknej rzymskiej kurtyzany.